# Physical Chemistry Chemical Physics
Physical Chemistry Chemical Physics (kurz PCCP bzw. nach ISO 4 Phys. Chem. Chem. Phys.) ist eine Peer-Review-Fachzeitschrift, die seit 1999 von der Royal Society of Chemistry im Auftrag von 17 chemischen Fachgesellschaften im Bereich der physikalischen Chemie herausgegeben wird.
Sie behandelt Themen aus den Gebieten der physikalischen Chemie, der chemischen Physik und der biophysikalischen Chemie. Die Zeitschrift erscheint in 48 Ausgaben pro Jahr.
Physical Chemistry Chemical Physics wurde 1999 als Kooperation folgender Fachgesellschaften gegründet:
- Canadian Society for Chemistry
- Deutsche Bunsen-Gesellschaft für Physikalische Chemie
- Institute of Chemistry of Ireland
- Israel Chemical Society
- Kemisk Forening
- Koninklijke Nederlandse Chemische Vereniging
- Norsk Kjemisk Selskap
- Polskie Towarzystwo Chemiczne
- Real Sociedad Española de Química
- Royal Society of Chemistry
- Schweizerische Chemische Gesellschaft
- Società Chimica Italiana
- Suomen Kemian Seura - Kemiska Sällskapet I Finland
- Svenska Kemistsamfundet
- Royal Australian Chemical Institute
- New Zealand Institute of Chemistry
- Türkiye Kimya Dernegi

Physical Chemistry Chemical Physics löste teilweise Publikationen der Mitgliedsgesellschaften ab. Unter anderem waren dies:
- Faraday Transactions
- Berichte der Bunsen-Gesellschaft

Der Impact Factor lag im Jahr 2021 bei 3,945. Nach der Statistik des ISI Web of Knowledge wurde das Journal 2014 in der Kategorie physikalische Chemie an 81. Stelle von 165 Zeitschriften und in der Kategorie Atom- und Molekülphysik an neunter Stelle von 36 Zeitschriften geführt.